# Batifa
Batifa (kurdiska باتيفا / Batîfa, arabiska باطوفا) är en liten stad i provinsen Dahuk i Irakiska Kurdistan.